# Asteroscopus testaceata
Asteroscopus testaceata là một loài bướm đêm trong họ Noctuidae.